# Mazew
Mazew – wieś (dawniej miasto) w Polsce położona w województwie łódzkim, w powiecie łęczyckim, w gminie Daszyna.
Mazew uzyskał lokację miejską w 1416 roku, zdegradowany przed 1500 rokiem, ponowne nadanie praw miejskich w 1523 roku, degradacja przed 1530 rokiem. Wieś duchowna Mazowo, własność seminarium duchownego w Gnieźnie, położona była w drugiej połowie XVI wieku w powiecie łęczyckim województwa łęczyckiego.
Do 1954 roku istniała gmina Mazew. W latach 1954–1972 wieś należała i była siedzibą władz gromady Mazew. W latach 1975–1998 miejscowość administracyjnie należała do województwa płockiego.
W XIV w. w Mazewie powstała rzymskokatolicka parafia św. Jana Chrzciciela. We wsi znajduje się rzymskokatolicki kościół, plebania i cmentarz. 
Na początku XX wieku w Mazewie i okolicach zawiązała się ''Mazewska Parafia Maryawicka pw. Przenajświętszego Sakramentu'', związana z parafią mariawicką św. Mateusza Apostoła i Ewangelisty i św. Rocha w Nowej Sobótce. Do dziś na tym terenie mieszkają wierni Kościoła Starokatolickiego Mariawitów i Kościoła Katolickiego Mariawitów, którzy chowani są na cmentarzu w Nowej Sobótce. 
Mazew od lat 70 w XX do dziś są używane skróty: Mazew Nowy i Mazew Stary. W Mazewie znajduje się Niepubliczny Zakład Opieki Zdrowotnej "Gwardia Życia" oraz Apteka i naprzeciwko sklep spożywczy GS Samopomoc Chłopska.

## Części wsi
| SIMC    | Nazwa       | Rodzaj    |
| ------- | ----------- | --------- |
| 0562494 | Glinki      | część wsi |
| 0562502 | Wilczkowice | część wsi |

## Zabytki
Według rejestru zabytków Narodowego Instytutu Dziedzictwa na listę zabytków wpisane są obiekty:
- parafialny kościół pw. św. Jana Chrzciciela, 1830, nr rej.: 495 z 4.08.1967
- dzwonnica, nr rej.: 496 z 4.08.1967